# Lacetanos
Os lacetanos foram uma tribo de iberos que habitou o que é atualmente a região central da Catalunha entre, aproximadamente, os séculos VIII a.C. e I a.C.. Eram vizinhos dos bergistanos (da zona a norte de Berga), dos ausetanos (do leste de Osona), dos ilergetas (do oeste de Lérida), dos laietanos (a sul de Barcelona) e  cossetanos (perto de Tarragona).
O núcleo mais importante dos lacetanos habitava o que é atualmente a comarca de Bages, com extensões para ocidente, partes da comarcas de Anoia, Solsonès e talvez também a de Segarra. Além de Bages, outras cidades lacetanas importantes eram Iesso (atual Guissona), Sigarra (localização incerta), Iespus (Igualada), Ceresus Santa Coloma de Queralt, Anabis (Tàrrega), Bacasis (Manresa), Telobis (Martorell), Ascerris (Segarra), Udura (Cardona), Lissa (próximo de Manresa), Setelsis (Solsona) e Cinna.
Juntamente com os ilergetas e os ausetanos, os lacetanos destacaram-se por se oporem ao domínio romano, tendo por isso sido subjugados pelo cônsul Catão, o Velho em 195 a.C.
Existe alguma confusão entre lacetanos e jacetanos (ou iacetanos), pois algumas fontes antigas confundem os dois povos.